# Leego (jezioro)
Leego (est. Leego järv) – jezioro na obszarze gminy Vara w prowincji Tartu, w Estonii. Ma powierzchnię około 86 hektarów, maksymalną głębokość 0,6 m i długość linii brzegowej 5,79 km. Pod względem powierzchni jest sześćdziesiątym drugim jeziorem w Estonii. Brzegi pokryte są lasem. Linia brzegowa jest postrzępiona, brzegi jeziora mają charakter bagienny. Jest połączone z rzeką Kalli, dopływ Emajõgi. Położone jest na obszarze rezerwatu Emajõe-Suursoo (Emajõe-Suursoo sookaitseala/maastikukaitseala).